# Equator
 Equator è il sedicesimo album in studio del gruppo musicale hard rock britannico Uriah Heep pubblicato nell'aprile 1985. È il primo album con Trevor Bolder dopo il suo ritorno e l'ultimo per John Sinclair e Peter Goalby.

## Tracce
Tutte le tracce sono composte da Goalby/Sinclair/Bolder/Kerslake/Box.
1. Rockarama – 4:20
2. Bad Blood – 3:33
3. Lost One Love – 4:40
4. Angel – 4:47
5. Holding On – 4:20
6. Party Time – 4:20
7. Poor Little Rich Girl – 6:25
8. Skools Burning – 4:25
9. Heartache City – 4:59
10. Night of the Wolf – 4:31

## Formazione
- Peter Goalby - voce
- Mick Box - chitarra
- John Sinclair - tastiere
- Trevor Bolder - basso
- Lee Kerslake - batteria